# Dicyrtomidae
Dicyrtomidae is een familie van springstaarten en telt 199 beschreven soorten.

## Taxonomie
- Onderfamilie Ptenothricinae - Richards, 1968
- Onderfamilie Dicyrtominae - Richards, 1968

## In Nederland waargenomen soorten
- Genus: Calvatomina
  - Calvatomina rufescens
- Genus: Dicyrtoma
  - Dicyrtoma fusca
- Genus: Dicyrtomina
  - Dicyrtomina minuta
  - Dicyrtomina ornata
  - Dicyrtomina saundersi
- Genus: Ptenothrix
  - Ptenothrix atra
  - Ptenothrix ciliata
  - Ptenothrix setosa